# Лейк-Эмма
Лейк-Эмма (англ. Lake Emma) — тауншип в округе Хаббард, Миннесота, США. На 2000 год его население составило 900 человек.

## География
По данным Бюро переписи населения США площадь тауншипа составляет 93,5 км², из которых 70,8 км² занимает суша, а 22,7 км² — вода (24,31 %).

## Демография
По данным переписи населения 2000 года здесь находились 900 человек, 379 домохозяйств и 300 семей. Плотность населения — 12,7 чел./км². На территории тауншипа расположено 973 постройки со средней плотностью 13,7 построек на один квадратный километр. Расовый состав населения: 99,11 % белых, 0,22 % коренных американцев, 0,11 % — других рас США и 0,56 % приходится на две или более других рас. Испанцы или латиноамериканцы любой расы составляли 0,56 % от популяции тауншипа.
Из 379 домохозяйств в 24,0 % воспитывались дети до 18 лет, в 72,8 % проживали супружеские пары, в 3,7 % проживали незамужние женщины и в 20,6 % домохозяйств проживали несемейные люди. 18,2 % домохозяйств состояли из одного человека, при том 6,9 % из — одиноких пожилых людей старше 65 лет. Средний размер домохозяйства — 2,37, а семьи — 2,66 человека.
19,8 % населения — младше 18 лет, 4,8 % — в возрасте от 18 до 24 лет, 20,3 % — от 25 до 44, 34,8 % — от 45 до 64, и 20,3 % — старше 65 лет. Средний возраст — 48 лет. На каждые 100 женщин приходилось 99,6 мужчин. На каждые 100 женщин старше 18 приходилось 96,2 мужчин.
Средний годовой доход домохозяйства составлял 45 563 доллара, а средний годовой доход семьи — 49 375 долларов. Средний доход мужчин — 35 000 долларов, в то время как у женщин — 22 188. Доход на душу населения составил 25 380 долларов. За чертой бедности находились 4,3 % семей и 5,3 % всего населения тауншипа, из которых 7,0 % младше 18 и 2,2 % старше 65 лет.